# Sulcana brevis
Sulcana brevis är en insektsart som beskrevs av Delong och Freytag 1966. Sulcana brevis ingår i släktet Sulcana och familjen dvärgstritar. Inga underarter finns listade i Catalogue of Life.